# Henne Stationsby
Henne Stationsby is een klein dorp in de Deense regio Zuid-Denemarken, gemeente Varde. De plaats telt 216 inwoners (2008). Het dorp ontstond rond het station. Een paar kilometer naar het westen ligt Henne Kirkeby.